# Tortilla española

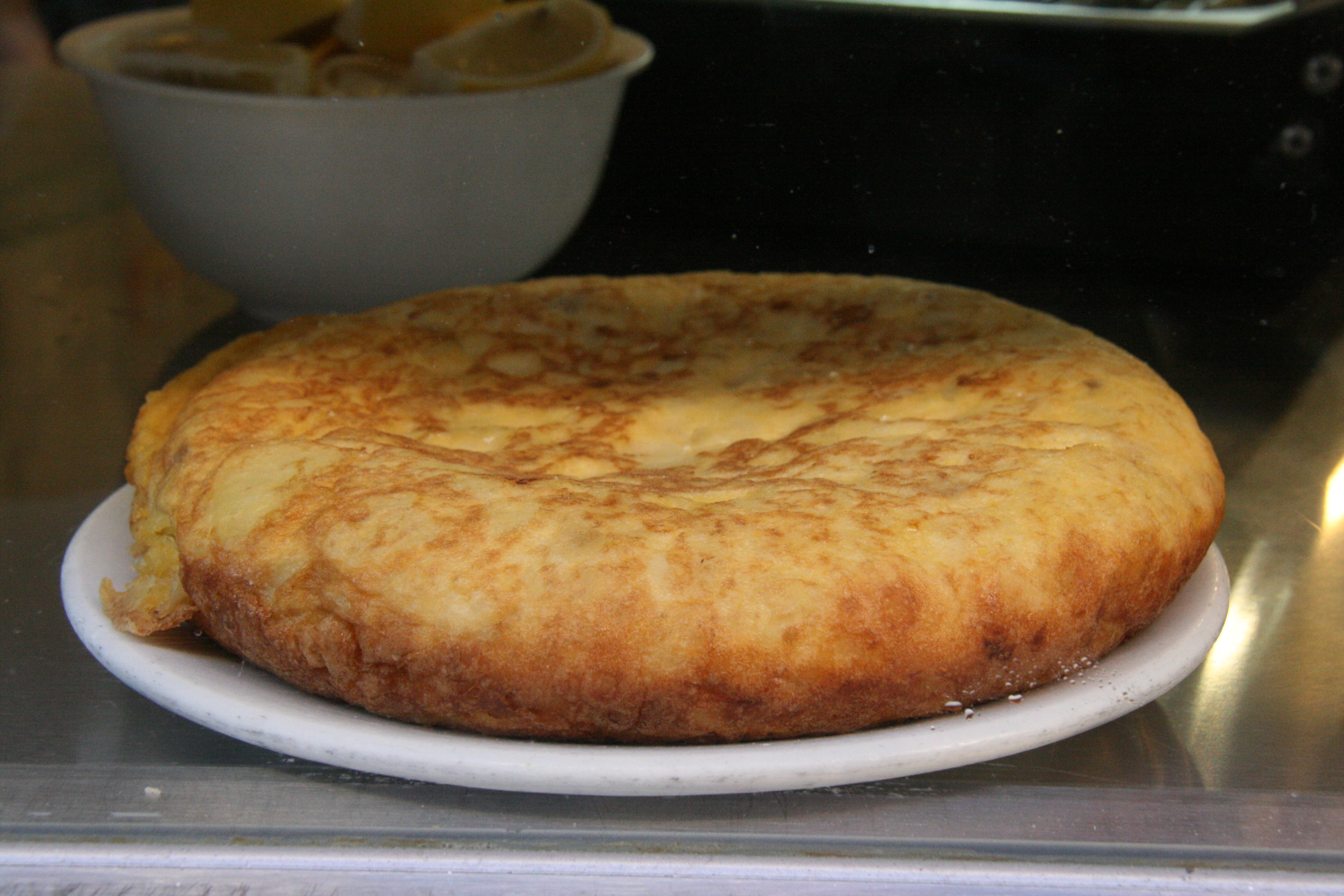
Tortilla española

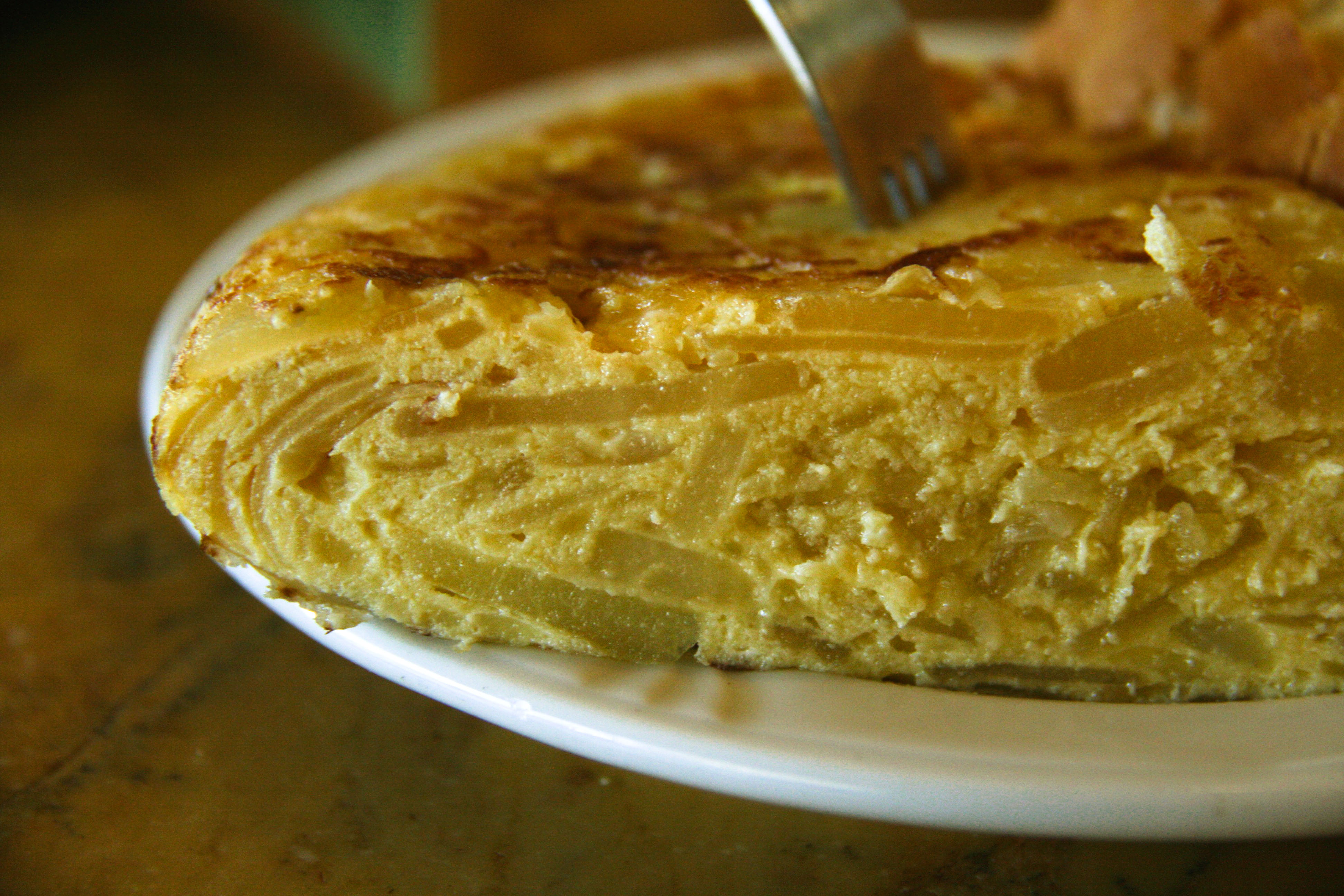
Przekrojona tortilla

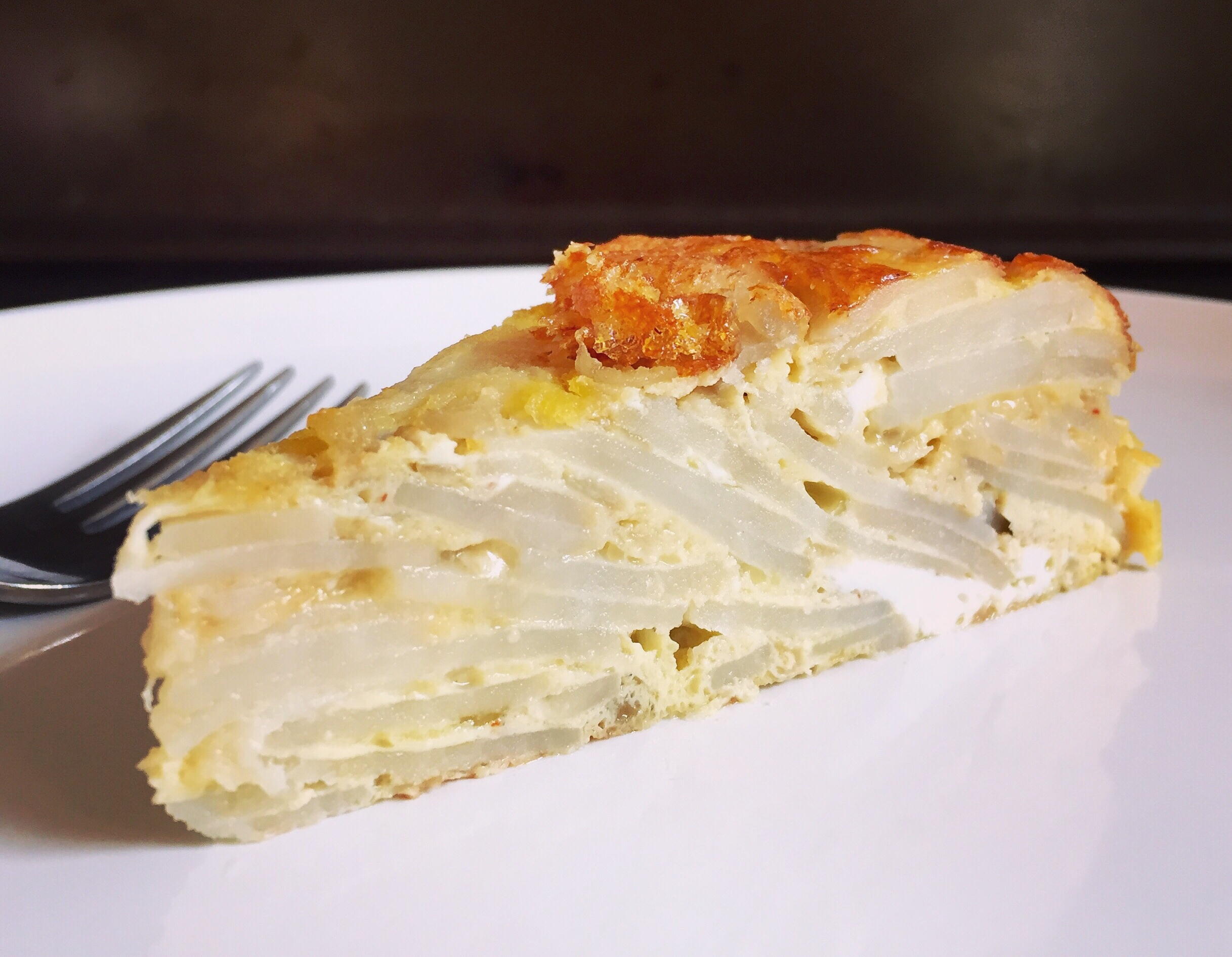
Porcja tortilli

Tortilla española lub tortilla de patatas (pol. „tortilla hiszpańska”/„tortilla ziemniaczana”) – hiszpańska odmiana omletu, podsmażony na oleju placek z jaj z dodatkiem ziemniaków i innych składników. Potrawa stanowi popularny element tapas, ale bywa również podawana jako samodzielny posiłek. 
Istnieją liczne odmiany tej potrawy, różniące się składnikami dodanymi do jajek i ziemniaków; najczęściej przygotowuje się ją z cebulą.

## Przygotowanie
Tortillę hiszpańską przygotowuje się na głębokiej patelni o wysokich brzegach. Najpierw należy udusić pokrojone w plastry ziemniaki w oliwie, a następnie dodać pokrojoną w piórka cebulę i dusić, mieszając co jakiś czas, aż ziemniaki będą miękkie. Uduszone składniki należy zdjąć z patelni, odsączyć z tłuszczu, a następnie wymieszać z jajkami.
Tak przygotowaną mieszankę należy następnie smażyć na patelni, na niewielkiej ilości oliwy, uważając, żeby nie przywarła i nie zbrązowiała. Po pewnym czasie trzeba obrócić omlet. W tym celu na patelni umieszcza się talerz, a następnie obraca patelnię, uważając, żeby placek się nie rozpadł. 
Następnie patelnię ponownie pokrywa się niewielką ilością tłuszczu i ponownie umieszcza się tortillę, surową stroną na dół. Kiedy jajka się zetną, tortilla jest gotowa. 
Potrawa powinna być miękka w środku, natomiast na zewnątrz być złocista i spieczona.

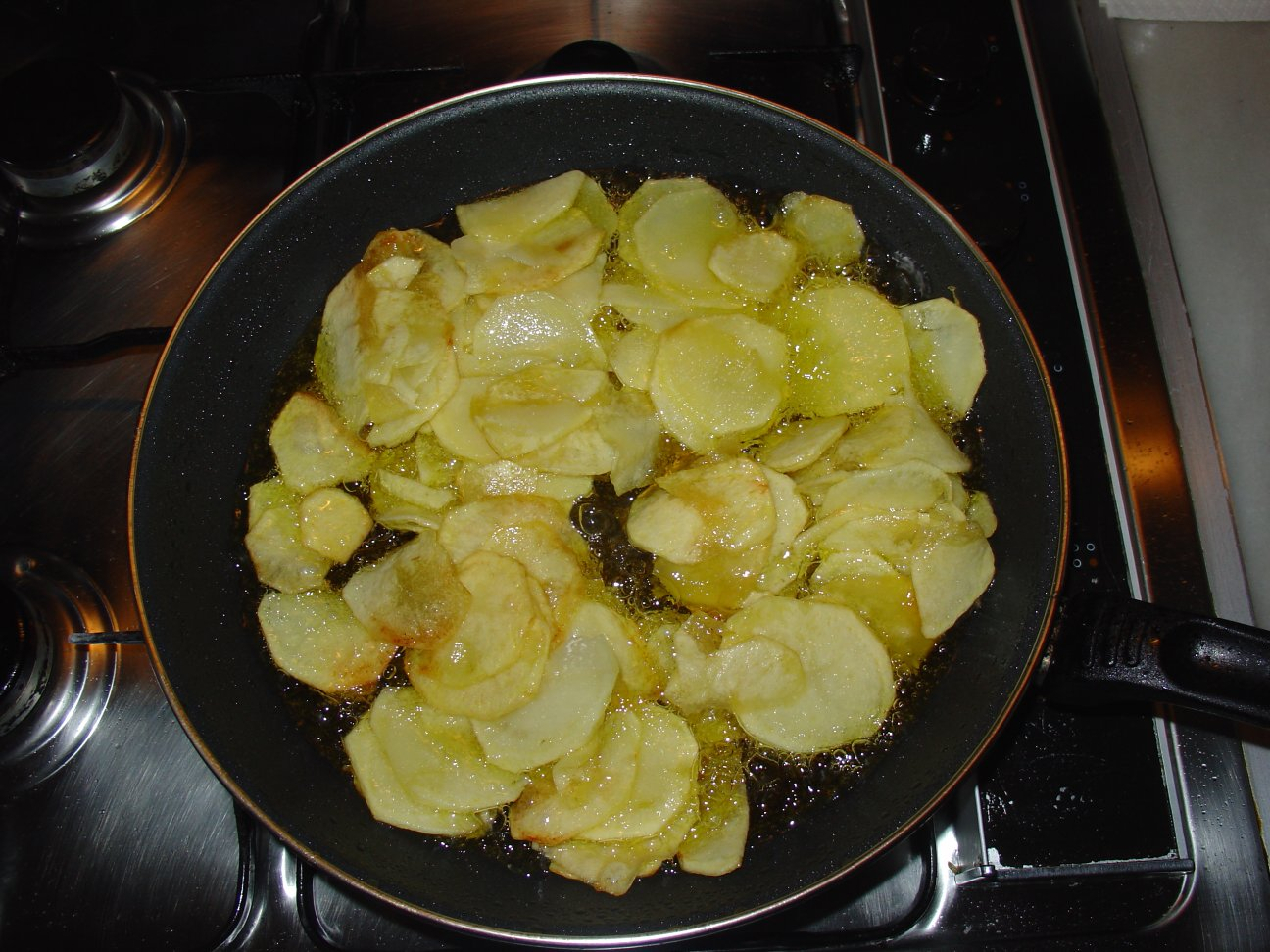
Smażenie ziemniaków na tortillę

## Podanie
Tortilla może być podawana na śniadanie, obiad lub kolację. Może być również daniem spożywanym podczas pikniku. Jeśli tortilla española podawana jest jako element tapas, drobnych hiszpańskich przekąsek, wtedy podaje się ją na zimno i kroi się ją na niewielkie kawałki, w których umieszcza się wykałaczkę. Bywa też układana na kawałku chleba lub podawana z sałatką. Do dania można podawać wino.

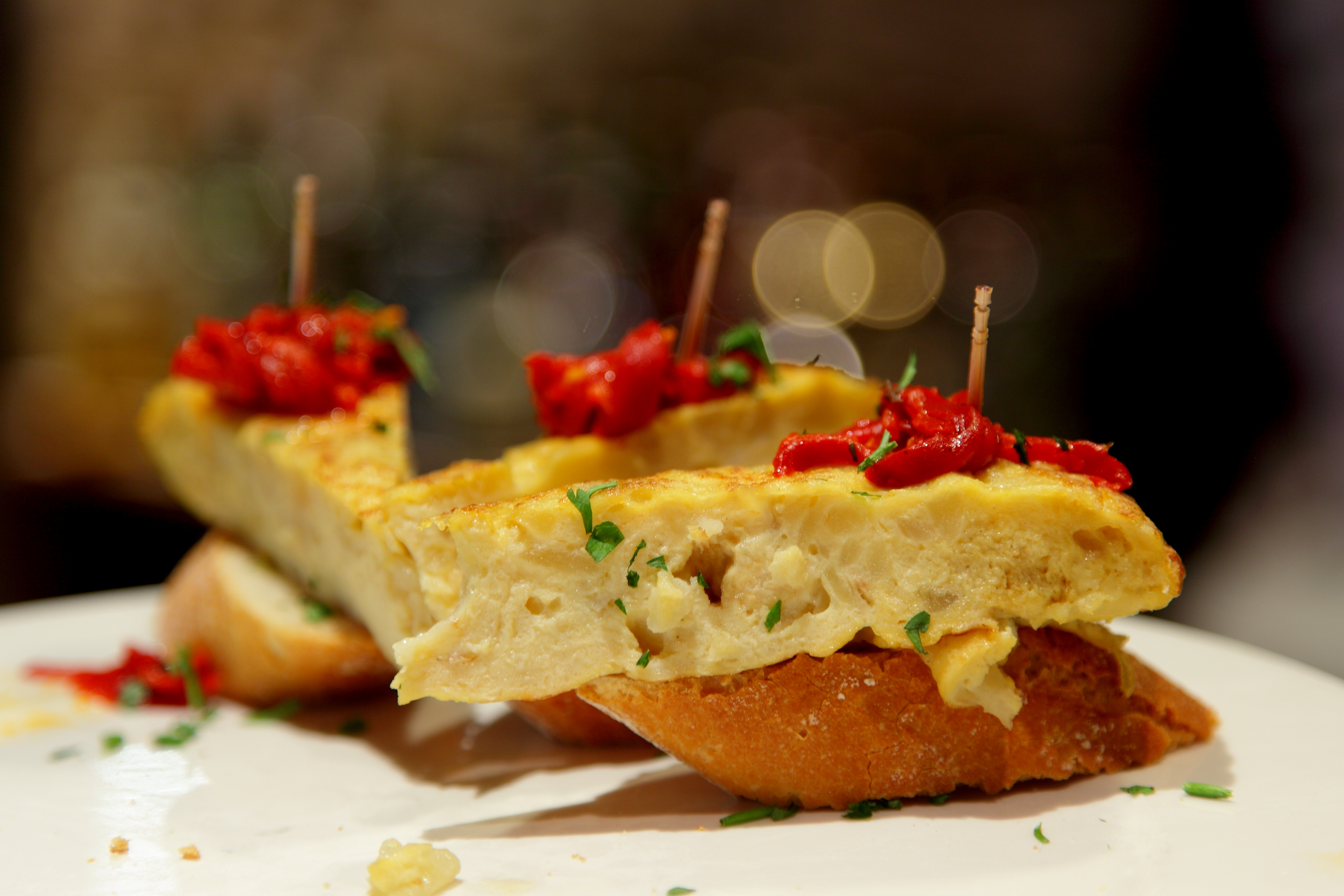
Przystawka z tortillą
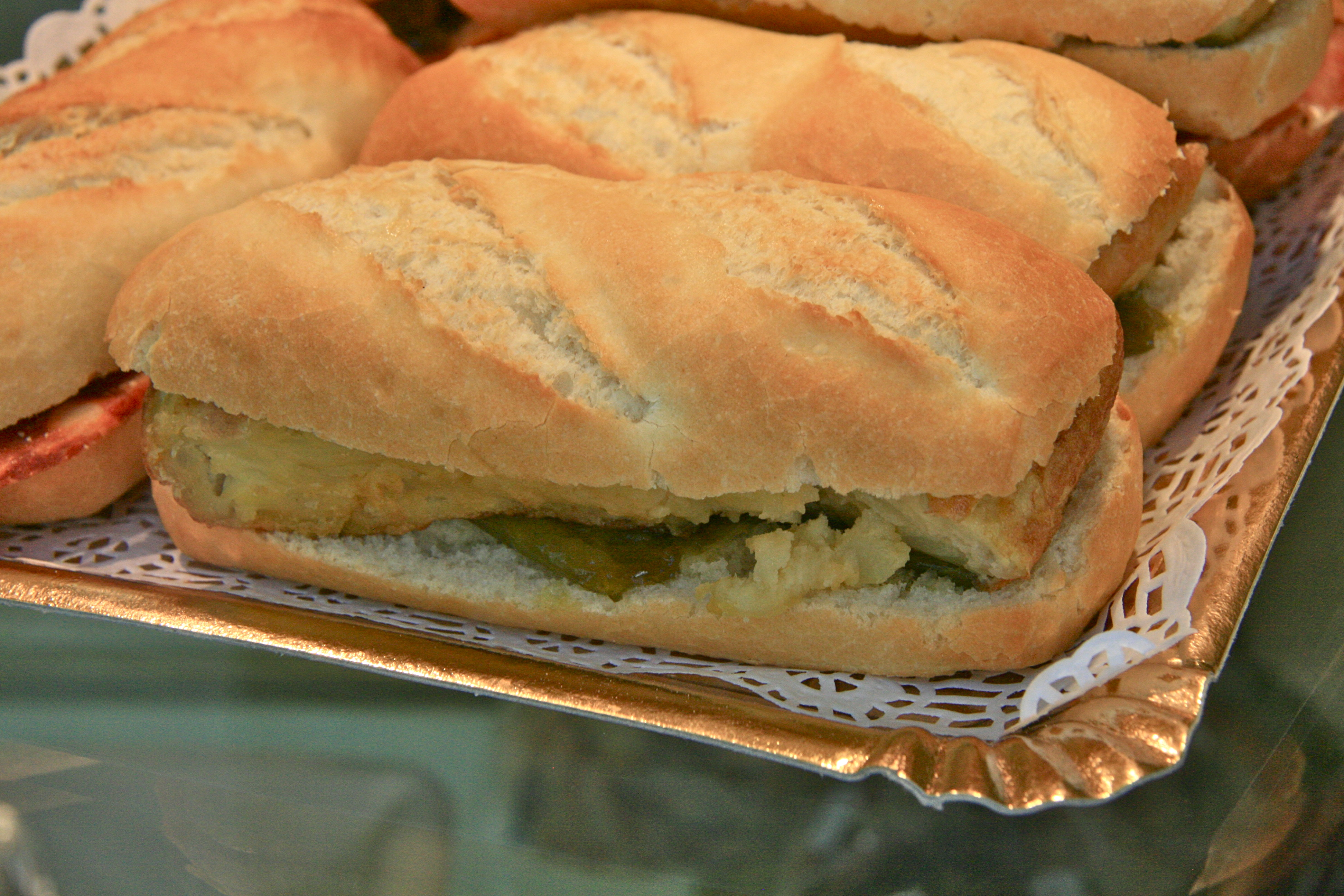
Bocadillos (kanapki) z tortilli
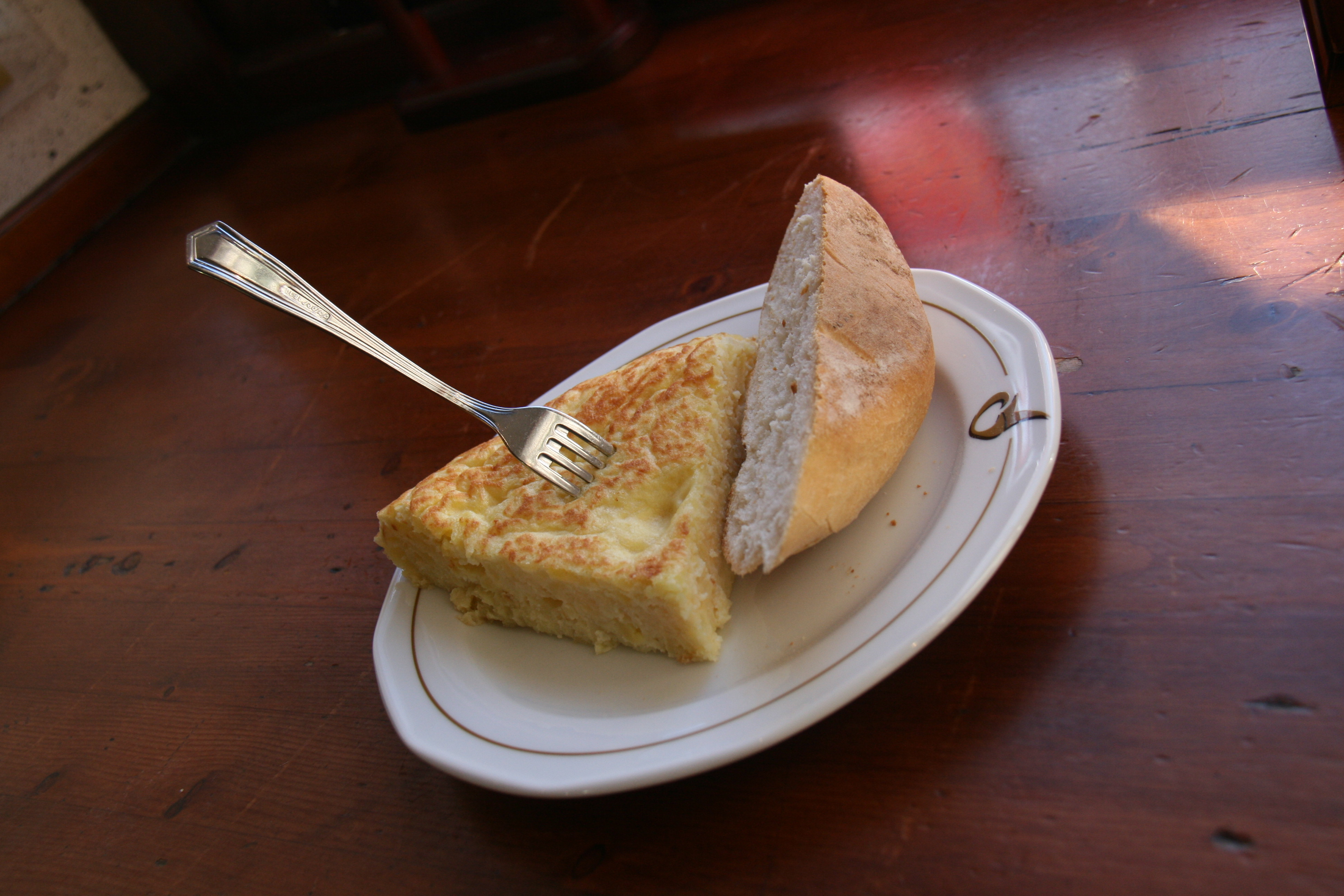
Tortilla podana z pieczywem

## Odmiany
Istnieją liczne odmiany potrawy, w zależności od dodanych do jajek i ziemniaków składników: tortilla catalana (zawiera kiełbasę butifarra i fasolę), tortilla de setas (z grzybami), tortilla de jamón (z szynką). Można też dodawać paprykę, pomidory. Potrawa bywa też różnie przygotowywana – w zależności od uznania może być mocno lub lekko ścięta, omlet może też mieć różną grubość.
Najbardziej znana jest klasyczna tortilla chłopska, szczegółowo opisana w Don Kichocie, gdyż była ona ulubioną potrawą Sancho Pansy. Jej przyrządzenie polega na przysmażeniu cebuli na boczku, następnie pocięciu dwóch dużych ziemniaków w cienkie talarki i duszeniu ich w tłuszczu z cebulą, a następnie wylaniu na mieszaninę ziemniaków i cebuli trzech-czterech rozbełtanych i osolonych jajek, w wyniku czego powstaje gruby omlet, którym mogą najeść się do syta dwie osoby.